# NGC 7607
NGC 7607 — двойная звезда в созвездии Пегас.
Этот объект входит в число перечисленных в оригинальной редакции «Нового общего каталога».